# EFAF Challenge Cup
L'EFAF Challenge Cup est une compétition européenne de football américain créée en 2009 et organisée par EFAF. 
Cette coupe met aux prises des équipes d'Europe de l'Est.
La compétition est remplacée en 2011 par l'IFAF CEI Interleague.

## Histoire
Initialement, l'EFAF Challenge Cup est une compétition de football américain opposant douze clubs provenant d'Europe de l'Est. Les clubs sont répartis en quatre groupes de trois, puis les premiers de chaque groupe s'affronte en demi-finales et finale.
Par la suite, plusieurs clubs participant à cette compétition seront issus d'autres pays : Autriche, Croatie, Hongrie, Italie, Pologne, Roumanie, Serbie, Slovaquie et Turquie.

## Palmarès
| Année | Date            | Lieu            | Vainqueur          | Score | Finaliste          |
| ----- | --------------- | --------------- | ------------------ | ----- | ------------------ |
| 2009  | 18 juillet 2009 | Reggio d'Émilie | Hogs Reggio Emilia | 35-7  | Győr Sharks        |
| 2010  | 17 juillet 2010 | Istanbul        | Klek Knights       | 36-14 | Istanbul Cavaliers |

## Bilans

### Par clubs
| Rang | Club                | Nombre de titres | Nombre de finales perdues |
| ---- | ------------------- | ---------------- | ------------------------- |
| 1    | Győr Sharks         | 1 (2011)         | 1 (2009)                  |
| -    | Bratislava Monarchs | 1 (2013)         | 1 (2012)                  |
| 3    | Hogs Reggio Emilia  | 1 (2009)         |                           |
| -    | Klek Knights        | 1 (2010)         |                           |
| -    | Nyíregyháza Tigers  | 1 (2012)         |                           |
| 6    | Istanbul Cavaliers  |                  | 1 (2010)                  |
| -    | Pancevo Panthers    |                  | 1 (2011)                  |
| -    | Topolcany Kings     |                  | 1 (2013)                  |

### Par pays
| Rang | Pays      | Nombre de finales gagnées | Nombre de finales perdues | Total finales |
| ---- | --------- | ------------------------- | ------------------------- | ------------- |
| 1    | Hongrie   | 2                         | 2                         | 4             |
| 2    | Slovaquie | 1                         | 2                         | 3             |
| 3    | Italie    | 1                         | 0                         | 1             |
| -    | Serbie    | 1                         | 0                         | 1             |
| 5    | Turquie   | 0                         | 1                         | 1             |

## Statistiques
- Plus grand nombre de victoires en finale : Győr Sharks, Bratislava Monarchs, Hogs Reggio Emilia, Klek Knights, Nyíregyháza Tigers (1)
- Plus grand nombre de participations à une finale : Győr Sharks, Bratislava Monarchs (2)
- Victoire la plus large en finale : 28 (Hogs Reggio Emilia  35-7 Győr Sharks en 2009)
- Plus grand nombre de points marqués en finale : 50 (Klek Knights 36-14 Istanbul Cavaliers en 2010)
- Victoire la moins large en finale : 4 (Bratislava Monarchs 21-17 Topolcany Kings en 2013)
- Plus petit nombre de points marqués en finale : 38 (Bratislava Monarchs 21-17 Topolcany Kings en 2013)